# Петухово (Можгинський район)
Петухо́во (рос. Петухово) — село в Можгинському районі Удмуртії, Росія.
Урбаноніми:
- вулиці — Нагірна, Олександрівська, Садова, Шосейна

## Населення
Населення — 131 особа (2010; 150 в 2002).
Національний склад станом на 2002 рік:
- удмурти — 68 %